# Stefan Höck
Pour les articles homonymes, voir Höck.
Stefan Höck, né le 10 mai 1963 à Benediktbeuern, est un biathlète allemand.

## Biographie
Pour la RFA, il remporte la médaille d'argent du relais avec Ernst Reiter, Peter Angerer et Fritz Fischer aux Jeux olympiques d'hiver de 1988. Il venait de remporter sa première et unique manche de Coupe du monde à Ruhpolding.
Il se retire du biathlon en 1989.

## Palmarès

### Jeux olympiques
- Jeux olympiques de 1988 à Calgary (Canada) :
  -  Médaille d'argent au relais 4 × 7,5 km.

### Coupe du monde
1 victoire individuelle.